# Lagunajanda (ganadería)
Lagunajanda (oficialmente denominada Toros de Lagunajanda) es una ganadería española de reses bravas, fundada en 1997 por María Domecq Sainz de Rozas. Los toros y vacas de esta ganadería pastan actualmente en la finca “Jandilla”, en el término municipal de Vejer de la Frontera en la Provincia de Cádiz. La comarca donde se asienta Vejer es la comarca de La Janda, que da nombre en parte a la ganadería; está inscrita en la Unión de Criadores de Toros de Lidia.
El nombre de la ganadería proviene de su situación en el territorio que ocupaba la antigua Laguna de La Janda, hoy en día en estado árido. El hierro guarda similitudes con el de Toros de El Torero, dada la procedencia de Lagunajanda, que se empezó a formar con 62 vacas de El Torero; la forma es la misma que la de esta última ganadería, cambiando la “T” de El Torero por la letra “J”, en referencia a la comarca gaditana de La Janda, donde está asentada la ganadería.

## Origen «Veragua»
En los primeros meses del año 1930, Juan Pedro Domecq y Núñez de Villavicencio compra la ganadería del Duque de Veragua a Agustín Mendoza Montero, conde de la Corte, que la había adquirido dos años antes. El nuevo ganadero comienza a apartar las reses consideradas de calidad superior, con especial atención a las de pelaje jabonero y reserva una pequeña parte del Encaste Veragua, del que procedían las reses; el resto de la ganadería se fue formando con dos lotes de vacas y cuatro sementales del Conde de la Corte y con el ganado procedente de la vacada que heredaron Jaime y Ramón Mora Figueroa, hijos de la marquesa de Tamarón. Con este ganado de Tamarón, Conde de la Corte y Veragua, se formó el encaste que abarca la mayoría de la camada brava española, el Encaste Juan Pedro Domecq.

## Historia de la ganadería
En 1937 fallece Juan Pedro Domecq y Núñez de Villavicencio, y sus hijos Juan Pedro, Álvaro, Pedro y Salvador Domecq y Díez heredan la ganadería, que la llevarán conjuntamente hasta mediados de los años 1950: Álvaro Domecq y Díez compra en 1954 la ganadería de Salvador Suárez Ternero, y le añade dos años más tarde sementales y vacas de procedencia Veragua e Ibarra, y también otro lote de vacas procedentes de Carlos Núñez, eliminando de esta manera todo el ganado procedente de Suárez Tabernero y formando así la ganadería de Torrestrella. Doce años más tarde, en 1968, Salvador Domecq y Díez forma la ganadería de El Torero; en 1997 cede a su hija María Domecq Sainz de Rozas un lote de poco más de 60 vacas de El Torero, con la que formará la ganadería de Lagunajanda. Anteriormente, Salvador Domecq había comprado en 1972 otra ganadería que anunció a nombre de sus hijos; esta se la cedió en 1998 a su hijo Salvador Domecq Sainz de Rozas tras la fundación un año anterior de Lagunajanda, creando de esta manera la ganadería de Salvador Domecq y manteniendo el encaste Juan Pedro Domecq y la línea de Salvador Domecq, con la única diferencia de selección diferente entre cada ganadero.
En 1997, María Domecq renuncia a la ganadería de El Torero para quedarse en propiedad con la finca “Jandilla”. Funda el nuevo hierro de Lagunajanda comprando a su padre Salvador Domecq y Díez un pequeño lote de 62 vacas de El Torero, cediéndole este también a su hija los sementales de la misma ganadería el tiempo que estos no estuvieran echados a las vacas. En el año 2002 Salvador Domecq y Díez divide su ganadería en cuatro partes correspondientes a sus cuatro hijos; a María Domecq le correspondió una porción de 150 vacas y la de sementales correspondiente y, de esta manera, completa la actual ganadería de TOROS DE LAGUNAJANDA.

### Toros célebres
- Desplegado: lidiado en Osuna el 15 de mayo de 2010 por Cayetano Rivera Ordóñez. Se le pidió el indulto al toro, aunque finalmente no fue concedido. Fue premiado como el toro más bravo de la feria de Osuna en los premios celebrados en febrero de 2011.[12]
- Jaleado: indultado por David Valiente en la plaza de toros de Andújar el 11 de septiembre de 2010, al que le cortó simbólicamente las dos orejas y el rabo.[13][14][15]
- Orégano: toro negro de capa nacido en febrero del año 2012, indultado por David Mora en plaza de toros de Cuéllar el 31 de agosto de 2016. Fue el primer toro indultado en la plaza de la localidad segoviana.[16][17][18]
- Vistahermosa: novillo utrero indultado en un festival celebrado en la plaza de toros murciana de El Jimenado por Alfonso Romero; le cortó las dos orejas y el rabo de forma simbólica.[19][20]

## Características
La ganadería está conformada con reses de Encaste Juan Pedro Domecq y procedencia de El Torero en la línea de Salvador Domecq. Atienden en sus características zootécnicas a las que recoge como propias de este encaste el Ministerio del Interior:
- Toros elipométricos y eumétricos, más bien brevilíneos con perfiles rectos o subconvexos, con una línea dorso-lumbar recta o ligeramente ensillada; y la grupa, con frecuencia, angulosa y poco desarrollada y las extremidades cortas, sobre todo las manos, de radios óseos finos.
- Bajos de agujas, finos de piel y de proporciones armónicas, bien encornados, con desarrollo medio, y astifinos, pudiendo presentar encornaduras en gancho. El cuello es largo y descolgado, el morrillo bien desarrollado y la papada tiene un grado de desarrollo discreto.
- Sus pintas son negras, coloradas, castañas, tostadas y, ocasionalmente, jaboneras y ensabanadas, estas últimas por influencia de la casta Vazqueña. Entre los accidentales destaca la presencia del listón, chorreado, jirón, salpicado, burraco, gargantillo, ojo de perdiz, bociblanco y albardado, entre otros. Además, estos toros tienen procedencia de la línea Osborne, dentro del encaste Domecq, por lo que es habitual encontrar: pintas ensabanadas, con accidentales característicos como el mosqueado, botinero, bocinegro, etc.

Los toros que siguen la línea morfológica de Salvador Domecq son más bastos de tipo y presentan un mayor desarrollo óseo, a diferencia de los que siguen la línea de Juan Pedro Domecq, que presentan un tipo de toro mucho más fino.

## Premios y reconocimientos
- 2011: Premio a la ganadería más brava de la feria de Osuna 2010 por el toro Desplegado, al que se le pidió el indulto; fue lidiado por Cayetano Rivera Ordóñez.[12]
- 2016: Premio al toro más bravo de la feria de Cuéllar, concedido por la peña taurina “El Encierro” al toro Orégano, que fue indultado por David Mora el 31 de agosto de 2016.[24]
- 2018: XX Premio a la Mejor Ganadería de los encierros de Cuéllar.[25][26][27]